# Nemes

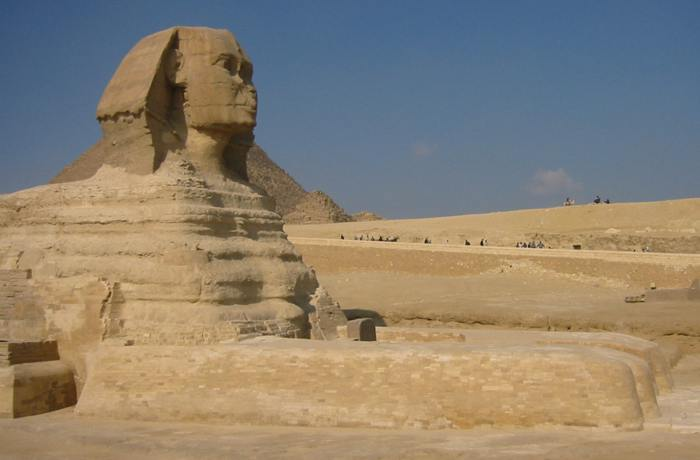
Wielki Sfinks

Nemes – słowo pochodzenia greckiego, używane dla oznaczenia chusty wiązanej w charakterystyczny sposób przez starożytnych Egipcjan zapewne dla osłony przed słońcem. Chustę taką wiązano w ten sposób, że osłaniała ona czoło, barki i plecy. Chusta w złoto-błękitne pasy uważana była za jedną z koron królewskich. W ceremoniale dworskim używana była dla osłony peruki króla. Była odpowiednio układana i drapowana dla osiągnięcia charakterystycznego kształtu geometrycznego. Przykładem takiej chusty jest nemes Wielkiego Sfinksa w Gizie. 
W czasach dzisiejszych podobny sposób wiązania chust jest dość powszechny na całym świecie, ale zwłaszcza wśród ludów z plemienia Szona w Afryce Południowej, na terenie dzisiejszego państwa Zimbabwe.